# Vilar de Barrio
Vilar de Barrio là một đô thị trong tỉnh Ourense, thuộc vùng Galicia ở tây bắc Tây Ban Nha.